# Dirigeerslag
Met de dirigeerslag (vaak verkort tot slag) worden de bewegingen bedoeld die een dirigent maakt bij het dirigeren van een muziekstuk. Hij kan daarvoor de handen en, geheel of gedeeltelijk, de armen gebruiken, of een dirigeerstok of een combinatie van beide. Onder de slag vallen zowel de wijze waarop verschillende maatsoorten aangegeven dienen te worden, als de manier waarop deze van dirigent tot dirigent verschilt. Zo kunnen twee dirigenten een driekwartsmaat op een verschillende manier dirigeren. In dat geval spreekt men van een verschil in slagtechniek (niet te verwarren met de slagtechniek van slagwerkers). 
De slag wordt beïnvloed door onder andere de maatsoort, het tempo en het karakter van de muziek, maar ook door de persoonlijke voorkeur van de dirigent. Het verloopt altijd via een bepaald bewegingsschema, waarin zowel horizontale als verticale bewegingen voorkomen. Hierbij wordt de eerste tel in een maat verticaal naar beneden geslagen en hangt het vervolg van de bewegingen af van de maatsoort. 

## Verdere definitie
Onder het begrip dirigeerslag valt meer dan de daadwerkelijke bewegingen van een dirigent alleen. Zo valt ook de timing onder de slag. Dat wil zeggen dat een dirigent in sommige gevallen de verschillende tellen van een maat aangeeft, voordat deze daadwerkelijk gespeeld moeten worden. De redenen hiervoor zijn divers. Zo kan een dirigent daarvoor kiezen, zodat musici niet alleen weten wanneer ze moeten inzetten, maar ook aanwijzingen krijgen over het gewenste karakter, de sterkte, etc. voordat ze daadwerkelijk moeten inzetten. Op deze manier kunnen musici beter anticiperen op een dirigent. Deze methode heeft echter als nadeel dat het (zeker voor amateurmusici) lastiger is de exacte tijdsbepaling van een inzet aan te voelen. De mate waarin een dirigent ervoor kiest voor een orkest uit te dirigeren, hangt af van zijn persoonlijke stijl, de aard van de muziek (snelheid, karakter, etc.) en de samenstelling van een orkest. Zo lopen bij harmonie- en fanfareorkesten, dirigenten doorgaans minder voor dan bij symfonieorkesten. Dit heeft te maken met de aard van de stukken die gespeeld worden, de cultuur (traditie) binnen orkesten en het feit dat strijkers een iets tragere reactietijd hebben dan blazers en slagwerkers, doordat blaasinstrumenten en slaginstrumenten directer zijn in de aanzet dan strijkinstrumenten. 

## De valversnelling

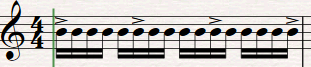
Illustratie van accenten op verschillende plaatsen in een maat

Doorgaans zal een dirigent bij de slag het moment van de tel benadrukken. Dit gebeurt door in de beweging naar een denkbeeldig punt of een denkbeeldige lijn toe te bewegen. Musici anticiperen op het moment dat de hand of stok dit denkbeeldige punt raakt en zo weet men wanneer dit punt in de muziek bereikt wordt. Echter bevindt zich het punt dat de dirigent aan wil geven (een inzet, of een begeleiding) niet altijd op het punt waar de slag zich bevindt. Denk hierbij bijvoorbeeld aan contretemps (in de volksmond ook wel 'napikken' genoemd). Wanneer als voorbeeld in een vierkwartsmaat waarbij het tempo 60 kwarten per minuut is, een inzet zich op de tweede zestiende van een tel bevindt, kan een dirigent door aanpassing van de valversnelling deze inzet alsnog duidelijk aangeven. Als de nadruk ligt op de tel (of: de eerste zestiende van een kwart), dan wordt dit met een ontspannen val aangegeven. Indien deze ligt op de tweede zestiende van de tel kan met een hogere valversnelling en een vergrote activiteit dit moment in de tel meer benadrukt worden. Voor het accent op de derde zestiende zit er meer activiteit in de slag na het bereiken van de tel; de valversnelling is omgekeerd naar boven toe in plaats van naar de tel toe (dus naar beneden). Ten slotte is bij de vierde zestiende in de tel de basis gelijk aan de techniek voor de inzet op de derde zestiende, al is er sprake van meer weerstand in de opgaande beweging (denk hierbij aan het afschieten van een pijl met een pijl-en-boog, waarbij de pijl afschiet op het moment van de vierde zestiende in de tel.

## Voorbeelden
Het spreekt voor zich dat niet iedere dirigent dezelfde maatsoort ook op dezelfde manier slaat. Toch is het mogelijk een voorstelling te maken van de grote lijnen, waarmee bepaalde maatsoorten geslagen worden. De grootte van de bewegingen is afhankelijk van de individuele voorkeur van dirigenten, maar ook van het tempo, de dynamiek en het karakter van het stuk dat wordt gedirigeerd. De meeste dirigenten maken de slagbewegingen met de rechterhand en gebruiken de linkerhand om andere aanwijzingen te geven, bijvoorbeeld voor de dynamiek of het aangeven van inzetten van instrumenten(groepen). Het gebeurt echter ook dat de linkerhand ook wordt gebruikt om de maat te slaan, om zeer uiteenlopende redenen. Dit kan zijn bij het omslaan van de partituur, waarbij de linkerhand tijdelijk overneemt, maar ook ter ondersteuning of versterking van de slagbewegingen van de rechterhand. In het eerste geval worden de bewegingen van de linkerhand niet tot de slag gerekend, in het tweede geval wel.

### De eendelige maatsoort
Wordt een muziekstuk of passage in enen geslagen (bijvoorbeeld bij snelle tempi) (dus wordt alleen het begin van een maat gegeven, waarna de opmaat voor de volgende maat de volgende en laatste beweging binnen die maat is), dan kunnen de bewegingen lijken op de beschreven bewegingen hieronder. Een dirigent kan er dus voor kiezen statisch in een rechte lijn op en neer te bewegen, maar ook een cirkelachtige beweging maken.

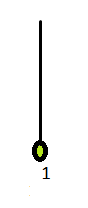
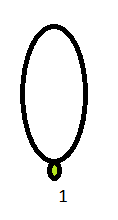

De eendelige maat ziet men vooral bij de hoge tempi in twee- of driekwartsmaten (wanneer het onpraktisch is iedere tel aan te geven, daar de bewegingen dan te snel zouden moeten). De 1/4, 1/8 of 1/16 maat worden in principe ook in enen geslagen, maar deze maatsoorten komen slechts weinig voor.

### De tweedelige maatsoort
Wordt een muziekstuk of passage in tweeën geslagen, zoals bij een tweekwartsmaat, dan is dit een voorbeeld van de slagbewegingen:

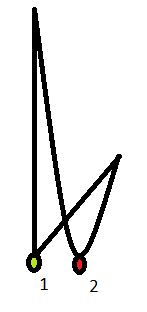

noot: in de voorbeelden wordt een sterk maatdeel met groen aangegeven, en een onbeklemtoond maatdeel met rood.
Voorbeelden van maten die in tweeën geslagen kunnen worden, zijn de 2/2, 2/4 en de 2/8 maat, of de 6/8, 12/8 en 6/16 maat. Hierbij is het wel van belang dat wanneer het tempo niet hoog ligt, bijvoorbeeld een 6/8e maat niet in tweeën geslagen wordt, maar in zessen (zie verderop).

### De driedelige maatsoort
Ten behoeve van duidelijkheid is de beweging na de eerste tel (aangegeven met een 1) bij de volgende illustraties niet recht omhoog getekend, maar horizontaal of diagonaal, zodat de bewegingen beter te onderscheiden zijn. Vaak worden drie- of meerdelige maten echter wel zo gedirigeerd dat de slag volgend op de eerste tel eerst verticaal omhoog gaat.
Wordt een muziekstuk of passage in drieën geslagen, zoals bij een driekwartsmaat, dan is dit een voorbeeld van de slagbewegingen:

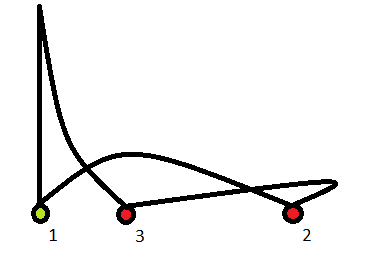

Voorbeelden van maten die in drieën geslagen kunnen worden, zijn de 3/2, 3/4 en de 3/8 maat, of de 9/8 en 9/16 maat. Ook hierbij geldt dat dit afhankelijk is van het tempo van de muziek.

### De vierdelige maatsoort
Wordt een muziekstuk of passage in vieren geslagen, zoals bij een vierkwartsmaat, dan is dit een voorbeeld van de slagbewegingen:

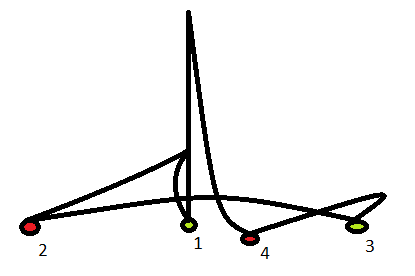

Voorbeelden van maten die in vieren geslagen kunnen worden, zijn de 4/2, 4/4 en de 4/8 maat, of de 12/8, 16/8 en 12/16 maat. Ook hierbij geldt dat dit afhankelijk is van het tempo van de muziek.

### De zesdelige maatsoort
Een maat wordt meestal in zessen geslagen, wanneer het een 6/8e maat betreft, in combinatie met een niet te hoog tempo. Andere maatsoorten zijn ook mogelijk, maar komen minder voor. Dit zijn bijvoorbeeld de 6/4, 6/16 of 6/2 maat.

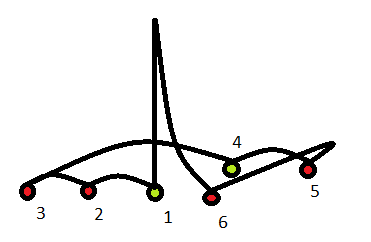

### De vijfdelige maatsoort
Een vijfdelige maatsoort kan op verschillende manieren geslagen worden. Dit omdat bij maatsoorten met een oneven teller de accentuering verschillend kan zijn. Zo kan bijvoorbeeld een 5/4e maat ingedeeld zijn in 3+2 kwarten of in 2+3 kwarten. Afhankelijk van welke indeling gehanteerd wordt, is het schema van de bewegingen ook verschillend. Hierbij is de indeling in het eerste voorbeeld 3+2 en in het tweede voorbeeld 2+3.

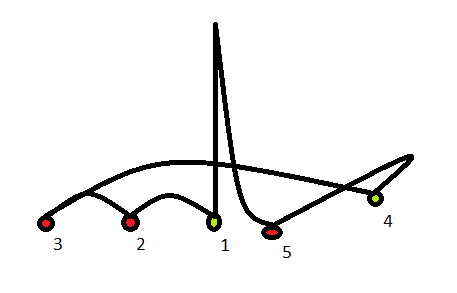
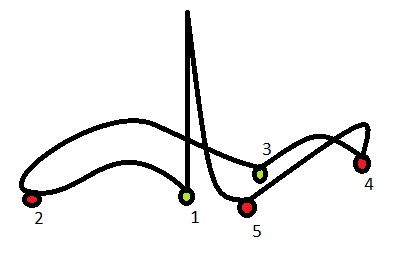

Voorbeelden van maten die in vijven geslagen kunnen worden, zijn de 5/2, 5/8 en de 5/16 maat, of de 15/8 en 15/16 maat. 

### Overige maatsoorten
Als de maatsoort een nog andere indeling gebruikt, wordt het bewegingspatroon ingewikkelder. In principe zijn de mogelijke combinaties van slagbewegingen haast oneindig. Daarbij moet wel worden opgemerkt dan bovenstaande voorbeelden voor meer dan 90% uit de dagelijkse praktijk van gespeelde maatsoorten bestaan. Andere mogelijke maatsoorten, die een ander slagpatroon eisen, zijn:
- Combinaties van binaire en ternaire maatsoorten, zoals de 7/8e maatsoort (2+3+2, 3+2+2 of 2+2+3 achtsten).
- Combinaties van maatsoorten met diverse pulssnelheid (2/4 + 3/8 etc.), wanneer deze in één maat zijn samengebracht.
- Valeur ajoutées, zoals 3/4 + 1/16. In dit geval wordt nog een zestiende aan een driekwartsmaat geplakt. Deze maatsoorten komen vooral voor in de muziek van Olivier Messiaen en zijn vrij zeldzaam, zeker dat dit gedirigeerd moet worden. Men zou dit probleem kunnen oplossen met bijvoorbeeld een verlengde opmaat.
- In het geval van complexe maatsoorten, zoals 2/5, 3/7, 17/12. Ook deze maatsoorten komen vrij weinig voor (zeker wanneer de noemer oneven is). Indien deze maatsoorten voorkomen, moet de maat geanalyseerd worden en aan de hand van de analyse een logische maatindeling gemaakt worden, aan de hand waarvan een dirigent de maat overzichtelijk kan slaan.